# Lijiang
Lijiang, nach Stange Likiang (chin. 麗江市 / 丽江市 Pinyin Lìjiāng Shì, „Stadt am schönen Fluss“), ist eine bezirksfreie Stadt in der Provinz Yunnan der Volksrepublik China.

## Regierungsbezirk und Autonomer Kreis
Bis zum 26. Dezember 2002 gab es den Regierungsbezirk Lijiang (丽江地区) und den Autonomen Kreis Lijiang der Naxi (丽江纳西族自治县). Beide wurden durch den Beschluss Nr. 122/2002 des Staatsrats der VR China aufgelöst. Der Inhalt des Beschlusses ist:
- Der Regierungsbezirk Lijiang wird aufgelöst und die bezirksfreie Stadt Lijiang (丽江市) gegründet. Das Verwaltungsgebiet des ehemaligen Regierungsbezirks Lijiang ist auch das Verwaltungsgebiet der Stadt Lijiang. Die Stadt schafft den Stadtbezirk Gucheng (古城区, „Altstadt“). Der Stadtbezirk Gucheng setzt sich aus der Großgemeinde Dayan (大研镇), der Gemeinde Longshan (龙山乡), der Gemeinde Qihe (七河乡), der Gemeinde Dadong (大东乡), der Gemeinde Jinshan der Bai (金山白族乡) und der Gemeinde Jinjiang der Bai (金江白族乡) zusammen (alle ehemals Teil des Autonomen Kreises Lijiang der Naxi). Sitz der Volksregierung der Stadt Lijiang ist der Stadtbezirk Gucheng. Sitz der Volksregierung des Stadtbezirks Gucheng ist die Großgemeinde Dayan (ehemals Sitz der Volksregierung des Autonomen Kreises Lijiang der Naxi).
- Der Autonome Kreis Lijiang der Naxi wird aufgelöst und der Autonome Kreis Yulong der Naxi (玉龙纳西族自治县) gegründet. Der Autonome Kreis Yulong der Naxi setzt sich aus der Großgemeinde Huangshan (黄山镇), der Großgemeinde Shigu (石鼓镇), der Großgemeinde Judian (巨甸镇), der Gemeinde Baisha (白沙乡), der Gemeinde Lashi (拉市乡), der Gemeinde Tai’an (太安乡), der Gemeinde Longpan (龙蟠乡), der Gemeinde Jinzhuang (金庄乡), der Gemeinde Ludian (鲁甸乡), der Gemeinde Tacheng (塔城乡), der Gemeinde Daju (大具乡), der Gemeinde Baoshan (宝山乡), der Gemeinde Fengke (奉科乡), der Gemeinde Mingyin (鸣音乡), der Gemeinde Shitou der Bai (石头白族乡), der Gemeinde Renhe der Lisu (仁和傈僳族乡), der Gemeinde Liming der Lisu (黎明傈僳族乡) und der Gemeinde Jiuhe der Bai (九河白族乡) zusammen (alle ehemals Teil des Autonomen Kreises Lijiang der Naxi). Sitz der Volksregierung des Autonomen Kreises Yulong der Naxi ist die Großgemeinde Huangshan.

Die Stadt Lijiang hat eine Gesamtfläche von 20.557 km² und 1.253.878 Einwohner (Stand: Zensus 2020). Seit die Altstadt (Stadtbezirk Gucheng) im Jahr 1997 in die Liste des UNESCO-Welterbes aufgenommen ist, erfreut sie sich großer Beliebtheit bei inländischen und ausländischen Besuchern.

## Geographie

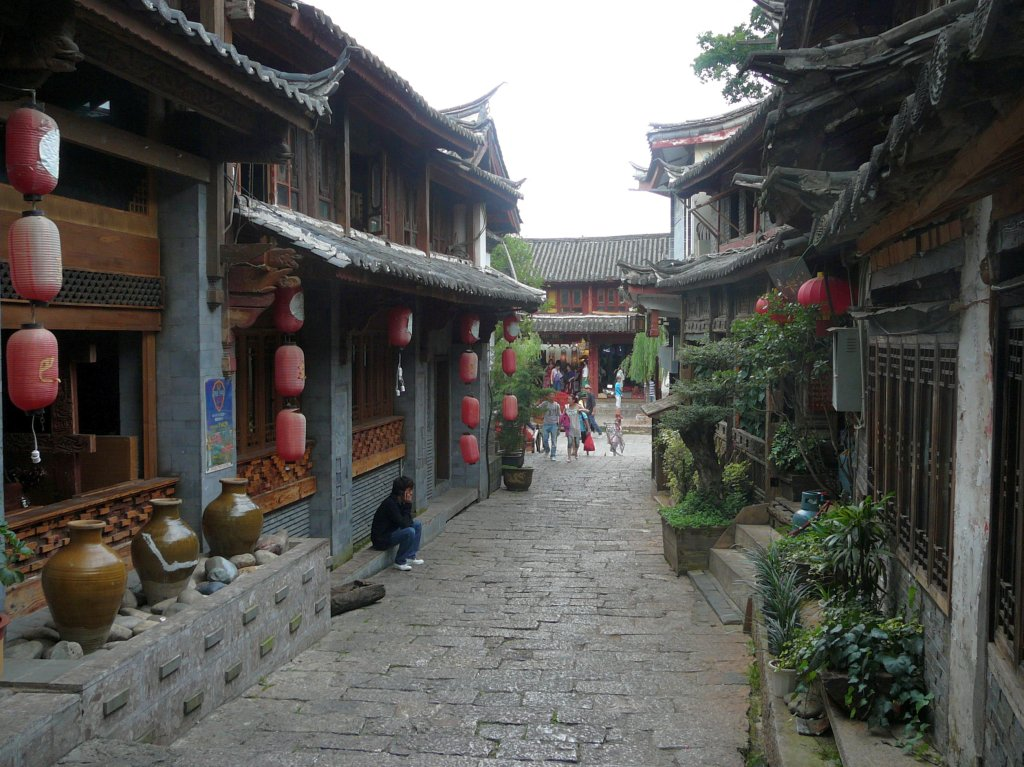
Altstadtgasse in Lijiang (2010)

Die Stadt liegt an den südöstlichen Ausläufern des Himalaja, im Nordwesten der Provinz am Mittellauf des Jinsha-Flusses. Durch ihre Lage auf einem 2.600 Meter hoch gelegenen Plateau hat sie ganzjährig ein angenehmes Klima.
Südöstlich des Stadtbezirks Gucheng dehnen sich fruchtbare Felder aus. Daneben liegt Lijiang in unmittelbarer Nähe der Yulong-Schneegebirge (玉龙雪山, Yùlóng Xuěshān, „Jadedrachen-Schneegebirge“), die die Nahtstelle der Qinghai-Tibet-Hochebene (青藏高原, Qīng Zàng Gāoyuán) mit der Yunnan-Guizhou-Hochebene (云贵高原, Yún Guì Gāoyuán) darstellt, und über eine Kette von vergletscherten Berggipfeln verfügt. Der südlichste Punkt dieser Bergkette, 5.596 Meter hoch, ist auch bekannt als der „Jadepfeiler, der in den Himmel ragt“.

## Administrative Gliederung
Die bezirksfreie Stadt Lijiang setzt sich auf Kreisebene aus einem Stadtbezirk, zwei Kreisen und zwei Autonomen Kreisen zusammen (Stand der Einwohnerzahlen: Zensus 2020):
- Stadtbezirk Gucheng (古城区, „Altstadt“), Hauptort: Großgemeinde Dayan (大研镇), 1.266 km², 288.787 Einwohner;
- Kreis Yongsheng (永胜县), Hauptort: Großgemeinde Yongbei (永北镇), 4.929 km², 336.832 Einwohner;
- Kreis Huaping (华坪县), Hauptort: Großgemeinde Zhongxin (中心镇), 2.142 km², 159.695 Einwohner;
- Autonomer Kreis Yulong der Naxi (玉龙纳西族自治县), Hauptort: Großgemeinde Huangshan (黄山镇), 6.195 km², 224.039 Einwohner;
- Autonomer Kreis Ninglang der Yi (宁蒗彝族自治县), Hauptort: Großgemeinde Daxing (大兴镇), 6.026 km², 244.525 Einwohner.

## Ethnische Gliederung der Bevölkerung Lijiangs (2000)
Beim Zensus im Jahre 2000 hatte Lijiang 1.126.646 Einwohner (Bevölkerungsdichte: 53,1 Einw./km²). Bemerkenswert ist, dass die Han-Chinesen, die in den meisten chinesischen Kommunen die große Mehrheit stellen, hier unter 50 Prozent des Bevölkerungsanteils bleiben.
| Name des Volkes | Einwohner | Anteil  |
| --------------- | --------- | ------- |
| Han             | 481.142   | 42,7 %  |
| Naxi            | 231.057   | 20,51 % |
| Yi              | 210.431   | 18,68 % |
| Lisu            | 108.347   | 9,62 %  |
| Bai             | 48.419    | 4,3 %   |
| Primi           | 15.768    | 1,4 %   |
| Dai             | 11.258    | 1,0 %   |
| Miao            | 6.373     | 0,56 %  |
| Tibeter         | 4.177     | 0,37 %  |
| Hui             | 4.173     | 0,37 %  |
| Zhuang          | 3.916     | 0,35 %  |
| Li              | 289       | 0,03 %  |
| Mongolen        | 209       | 0,02 %  |
| Tu              | 188       | 0,02 %  |
| Mandschu        | 155       | 0,01 %  |
| Bouyei          | 123       | 0,01 %  |
| Sonstige        | 621       | 0,05 %  |

## Geschichte
In der Gegend um Lijiang (in der Siedlung Baisha) war die Hauptstadt des Naxi-Königreichs. Mitte des 13. Jahrhunderts wurde die Region von der Yuan-Dynastie unter Kublai Khan erobert. Lijiang wurde in dieser Zeit unter diesem Namen gegründet.
Es entwickelte sich zu einem wichtigen Handelszentrum zwischen Tibet und Yunnan, was es bis heute ist.
Im Laufe der achthundertjährigen Geschichte der Stadt wurde auch ein Bewässerungssystem angelegt, welches bis heute funktioniert.
Während des zweiten chinesisch-japanischen Krieges war Lijiang ein Stützpunkt von freiwilligen Piloten, die den Kampf Chinas gegen Japan unterstützten.
Bei einem Erdbeben im Februar 1996 wurde ungefähr ein Drittel der Stadt zerstört. Während viele traditionelle Häuser das Beben überlebten, stürzten viele modernere Betonbauten ein. Danach, mit der Entwicklung des Tourismus im Hinterkopf, wurde das Stadtzentrum geschmackvoll in traditionellem Stil wieder aufgebaut.
Seit 1997 hat das alte Stadtzentrum Lijiangs den Status des UNESCO-Welterbes. Die UNESCO begründet dies mit drei Kriterien: In Lijiang seien die Resultate von über 800 Jahren kulturellen Austauschs sichtbar, die Altstadtviertel reflektierten die Wohn-Traditionen der ansässigen Bevölkerungsgruppen und die Art, wie die Altstadt von Lijiang die umgebenden Berge und Flüsse einbezieht, sei ein herausragendes Beispiel für den Einfallsreichtum menschlicher Landnutzung unter Berücksichtigung der Harmonie zwischen Mensch und Natur. Gleichzeitig hat der massive Anstieg von touristischen Besuchern der Altstadt von Lijiang aber auch zu Konflikten zwischen den Bestrebungen der Konservierung und der wirtschaftlichen Entwicklung geführt. Die UNESCO empfiehlt, beides in Management-Plänen auszubalancieren.
Mit dem deutschen Bad Homburg vor der Höhe besteht seit 2011 eine Städtepartnerschaft.

## Kultur und Sehenswürdigkeiten

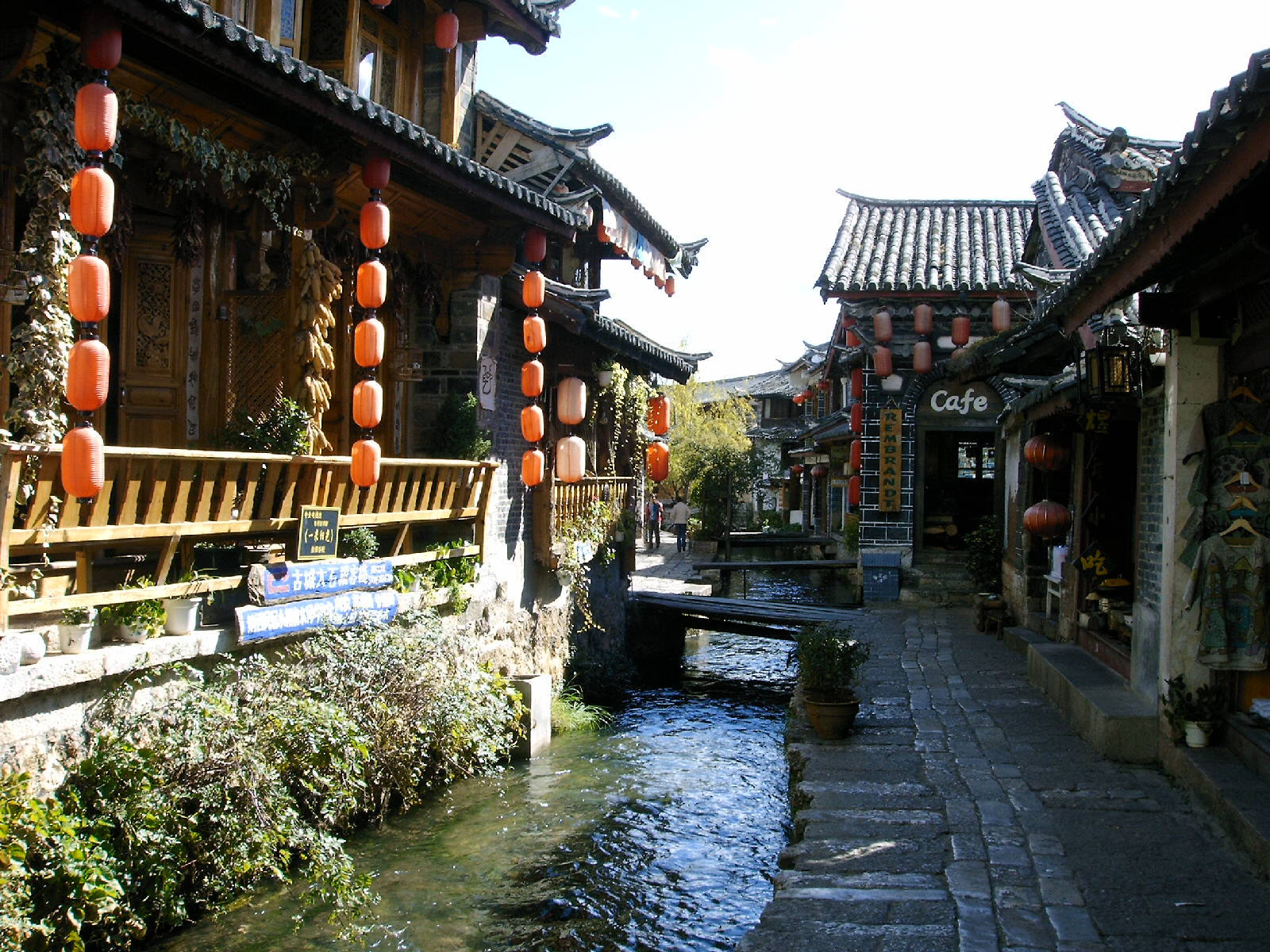
Altstadt von Lijiang

Die Altstadt von Lijiang, die Großgemeinde Dayan, ist von engen Kopfsteinpflastergassen und einem Netz an Kanälen durchzogen. Sie ist eine der am besten erhaltenen Altstädte Chinas. Der Name Dayan rührt daher, dass die Altstadt aus der Ferne wie ein großer Tuschestein aussieht.
Die alten Häuser ruhen meist auf einem Steinfundament und Mauern aus weiß getünchten Lehmziegeln, haben Türen, Balkone und Fensterläden aus rotem Holz und typisch geschwungene Ziegeldächer.

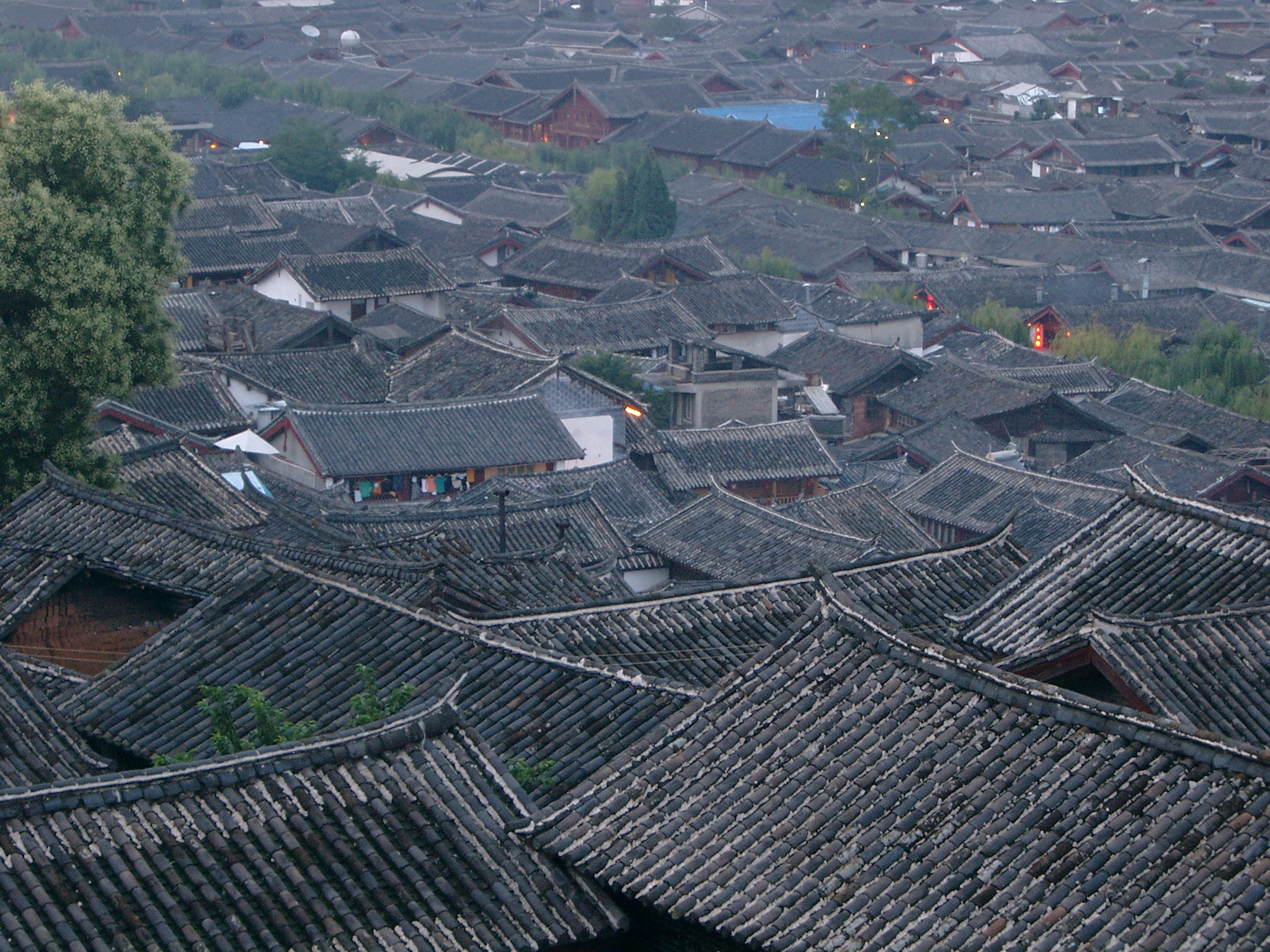
Traditionelle Ziegeldächer der Stadt, ein in China immer seltener werdendes Bild

Viele der Steinbrücken sind jahrhundertealt und haben sowohl einige Kriege wie Erdbeben überstanden.
Dayan ist das Zentrum der Naxi-Minderheit (chin. 纳西少数 民族 Pinyin Nàxī shǎoshù mínzú), welche von tibetischen Nomaden abstammt, die seit dem 10. Jahrhundert in dieser Gegend siedeln.
Die Naxi haben die Dongba-Kultur (chin. 東巴文化 / 东巴文化 Pinyin Dōngbā Wénhuà) hervorgebracht. Innerhalb der Dongba-Kultur wurde eine eigene Schrift entwickelt und es wurden literarische Werke geschaffen. Die Dokumente der Dongba-Kultur wurden von der UNESCO in die Liste des Weltdokumentenerbes aufgenommen, weil sie Zeugnisse darüber seien, wie die Naxi ein Schriftsystem mit über 2000 Piktogrammen entworfen hätten, um so ihrem Glauben und ihren Traditionen eine Stimme zu verleihen.
Die Dongba-Kultur kann in Lijiang anhand der Bauweise, der Schrift und dem Glauben kennengelernt werden. Es gibt mehrere Orchester für traditionelle Naxi-Musik und lebendige Folklore in den umliegenden Dörfern.
Die Häuser der Naxi sind in der Regel um einen Innenhof gebaut und üppig mit mythologischen Figuren und Fischen verziert. Die Häuser sind für die Naxi von großer Wichtigkeit und für deren Erhaltung wird auch viel Geld ausgegeben.

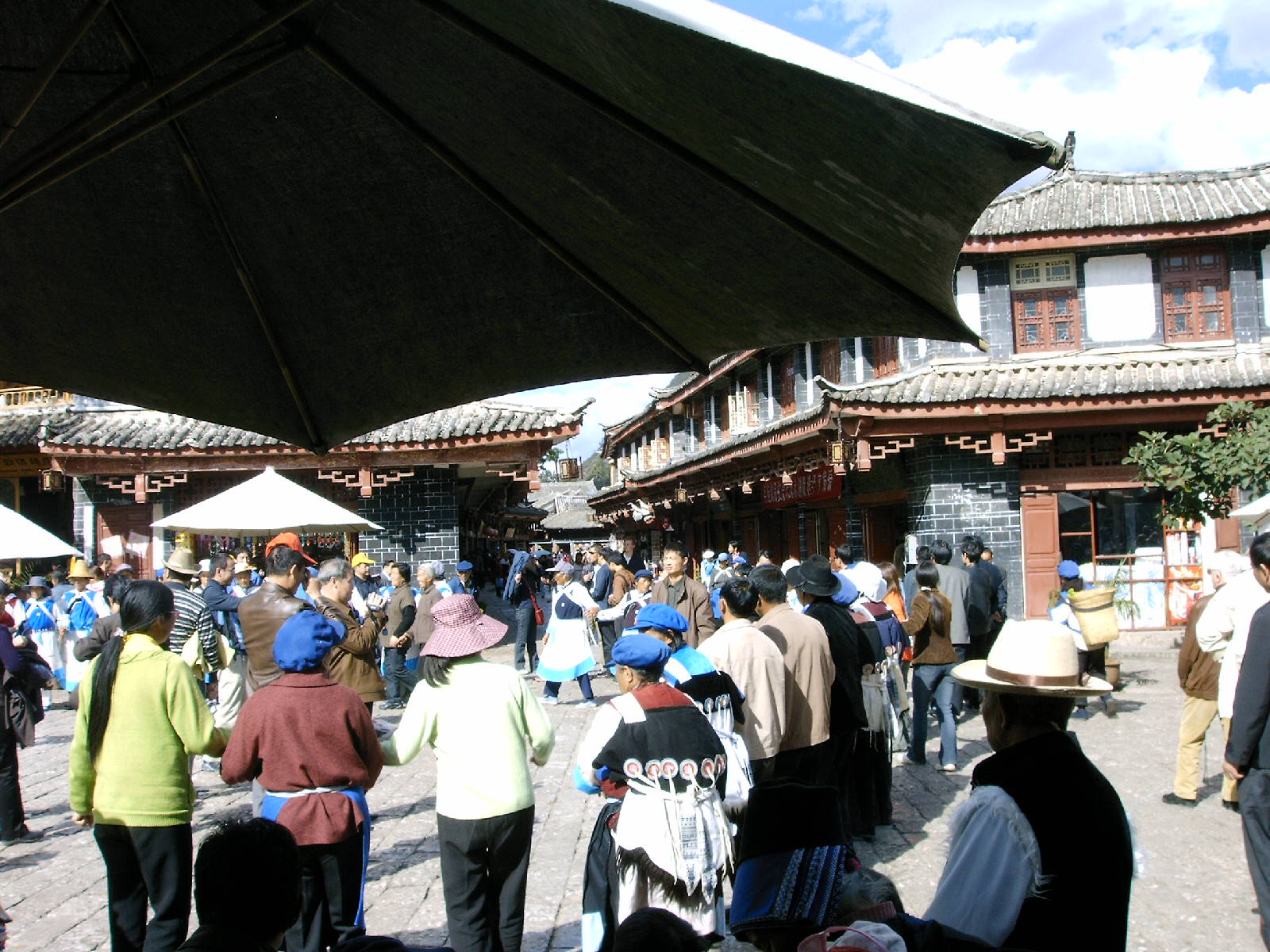
Marktplatz von Lijiang

Zentrum der Stadt ist Sifang, der Marktplatz. Hier wurden früher Güter aus Tibet und dem südlichen Yunnan umgeschlagen. Heute werden Kunstgewerbe-Gegenstände an Touristen verkauft. Südlich des Sifang gibt es die traditionellsten Viertel und Märkte, während die Ecken nördlich des Sifang mit großem Aufwand für Touristen hergerichtet wurden.
Westlich des Sifang steigt man auf den Löwenhügel (狮子山, Shīzi Shān), auf dessen Gipfel der 22 Meter hohe Wangu Lou thront, von welchem man eine exzellente Aussicht über Lijiang genießt.
Nördlich des Stadtzentrums befindet sich der Schwarze-Drachenteich-Park (黑龙潭公园, Hēilóngtán Gōngyuán). Besonders photogen ist der Deyue-Pavillon inmitten des Jadebrunnen-Sees mit dem Jadedrachen-Schneegebirge im Hintergrund.

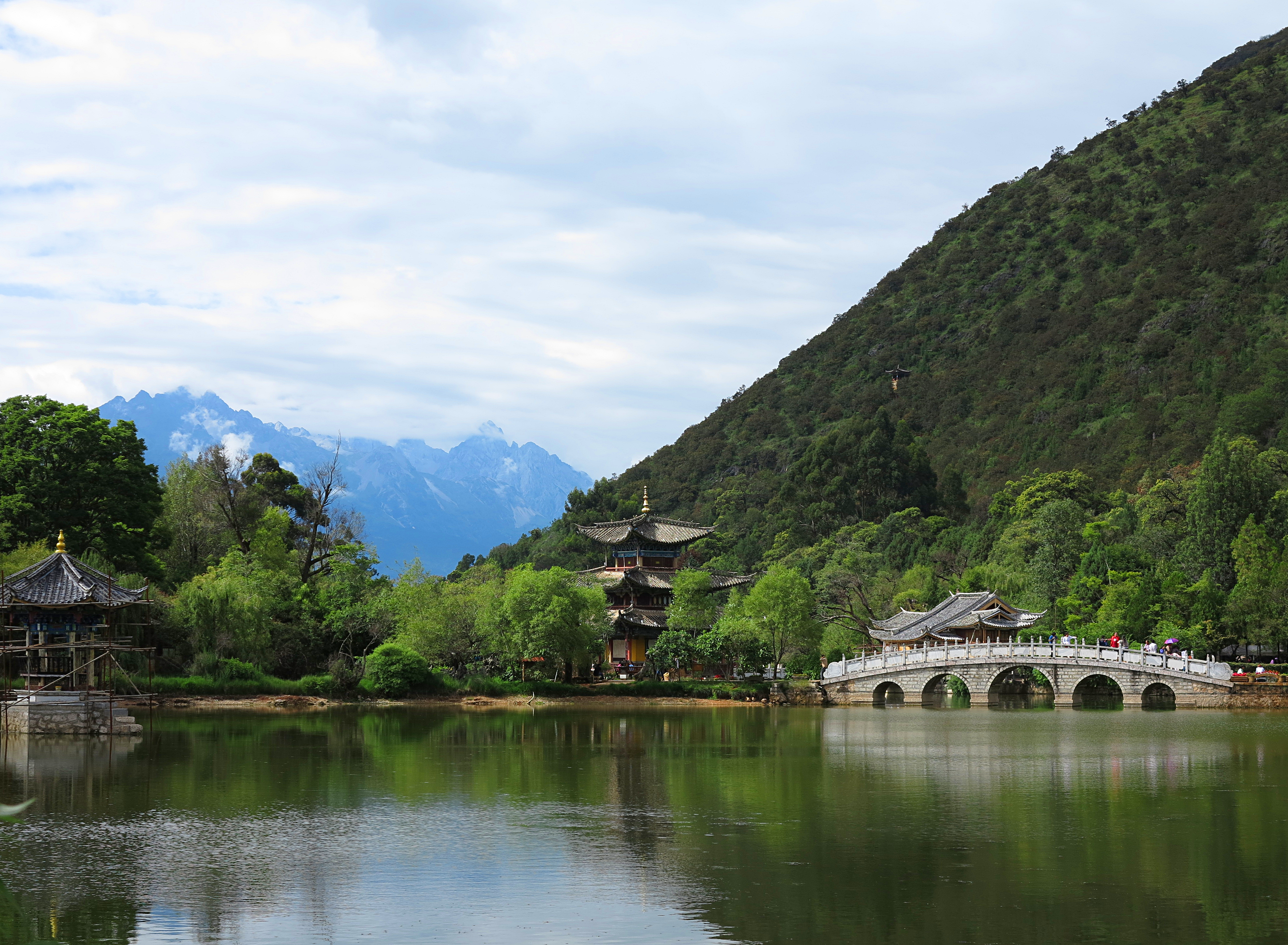
Schwarzer-Drachenteich-Park; Jadedrachen-Schneeberg

Auf dem Gebiet des Parks befindet sich auch ein Kulturinstitut, in welchem die Handschriften der Naxi-Priester übersetzt werden, um sie der Nachwelt zu erhalten. Am Nordende des Parks sind die Reste von Lijiangs einst größten Tempelkomplex, Fuguo Si (福国寺, Fúguó Sì), zu sehen, welche in den 1970ern hierher gebracht wurden.
Fünfzehn Kilometer von der Altstadt entfernt ist der 5596 Meter hohe Yulong-Schneegebirge (玉龙雪山, Yùlóng Xuěshān, „Jadedrachen-Schneegebirge“). Man kann den Berg bis zur Schneegrenze per Drahtseilbahn „erklimmen“.

## Verkehr
Der Flughafen von Lijiang liegt 25 km südlich an der Straße nach Dali und wurde 1994 eröffnet. Wichtige Landverbindungen bestehen in Richtung Süden nach Dali (150 km) und Kunming (600 km) und Richtung Norden (Sichuan und Tibet).
In Lijiang begannen im Dezember 2004 die Bauarbeiten für die Bahnstrecke Lijiang–Ruili, Teil der Go-West-Strategie Chinas. Im September 2009 konnte ein erstes, 167 km langes Teilstück bis Dali eröffnet werden. Die Strecke verläuft hier auf der östlichen Seite des Erhai-Sees. Eine vierstündige Bus-Fahrt kann so durch 1:30 Stunden Bahn-Fahrt ersetzt werden.
Für Ausflüge in die Umgebung, wo es einige traditionelle Siedlungen und tibetische Klöster gibt, empfiehlt sich ein Fahrrad.